# Horácio Klabin
Horácio Klabin (São Paulo, 24 de março de 1918 - Rio de Janeiro, 25 de março de 1996) foi um engenheiro civil e empresário brasileiro. Entre as ocupações que exerceu como empresário, destaca-se como diretor administrativo da Klabin.

## Biografia
Horácio Klabin nasceu em uma comunidade judaica na cidade de São Paulo em 1918, era filho de Salomão Klabin e Luba Segall, e irmão de Samuel Klabin e Esther Klabin, e, portanto, era sobrinho de Maurício Freeman Klabin e de Lasar Segall e primo de Horácio Lafer, Ema Gordon Klabin, Eva Klabin. Foi casado com a socialite e atriz Beki Klabin. Apesar de separarem, Beki manteve o sobrenome e a amizade com o ex-marido. Com ela teve dois filhos, Cláudio Roberto Klabin e Paulo Eduardo Klabin. Seu segundo casamento, foi com a atriz Silvia Correa Gonçalves, com quem teve sua filha mais nova, Monica Klabin.
Horácio Klabin era engenheiro civil formado pela Universidade Presbiteriana Mackenzie, e aos 27 anos de idade tornou-se diretor administrativo das Indústrias Klabin.
Foi precursor do cartão de crédito no Brasil, com a vinda em 1954 da filial do Diners Club Card, que mais tarde foi denominado Diners Club International, em sociedade com o theco Hanus Tauber.
Foi fundador do extinto jornal impresso O Tibagi com sede em Telêmaco Borba, no Paraná. O jornal parou de ser distribuído após o seu falecimento.
Foi iniciativa de Horácio Klabin a construção do Bonde Aéreo de Telêmaco Borba na década de 1950.
Em 1986 foi responsável também pelo sistema Memora, um banco de dados inovador que seria destinado a guardar com segurança informações como os números dos cartões de crédito, do passaporte, da cédula de identidade e das contas bancárias dos clientes. Até a chegada deste sistema ao Brasil, esse modelo só existia nos Estados Unidos e a intenção do empresário era de levar o sistema para outros países, principalmente à Europa.

## Fundador de Cidade Nova

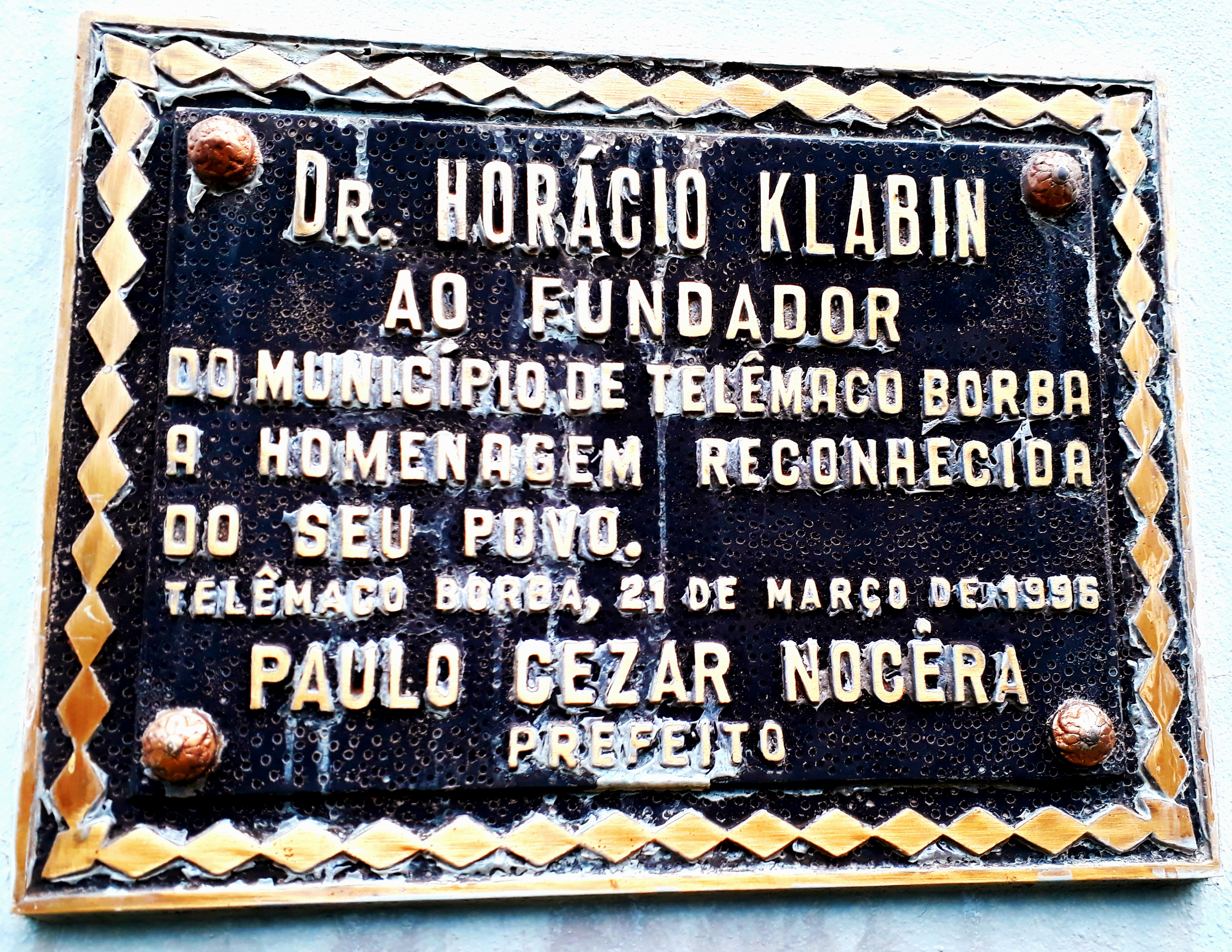
Placa em homenagem à Horácio Klabin, em Telêmaco Borba, no Paraná.

Foi residir em 1947 no município de Tibagi, mais precisamente na Fazenda Monte Alegre, na localidade de Harmonia. Foi então que por sua iniciativa também foi comprado 300 alqueires de terras do senador Arthur Ferreira dos Santos, na margem esquerda do rio Tibagi, frente as instalações da fábrica de papel e celulose das Indústrias Klabin, na região dos Campos Gerais do Paraná. A ideia foi motivada pela dificuldade da empresa em administrar os núcleos habitacionais dentro da Fazenda Monte Alegre. A solução visava então diminuir os custos da empresa e viabilizar a criação de uma cidade-livre fora das propriedades da Klabin para acomodar os trabalhadores. Com auxilio da Klabin, criou-se a Cia. Territorial Vale do Tibagi, que foi responsável pelo loteamento, urbanização e venda das terras, que foram divididas em 4 mil lotes. A área urbana projetada foi encomendada ao alemão Max Staudacher, que pensou numa cidade-jardim, com ruas curvas e um cinturão verde destinado a pequenas culturas de alimentos para garantir o abastecimento da população. Sendo assim, Horácio Klabin é considerado o fundador de Cidade Nova.
Pela Lei Estadual n° 4.445, de 16 de outubro de 1961, foi oficialmente criado o distrito administração de Cidade Nova,  no município de Tibagi. Em 5 de julho de 1963, através da Lei Estadual n° 4.738, sancionada pelo governador Ney Aminthas de Barros Braga, o distrito foi elevado à categoria de município emancipado com território desmembrado do município de Tibagi, porém com denominação Telêmaco Borba.

## Morte
Horácio Klabin faleceu em 25 de março de 1996 na cidade do Rio de Janeiro, vítima de infarto.

## Homenagens
Entre as homenagens recebidas, destacam-se a denominação do estádio do Clube Atlético Monte Alegre, em Harmonia, no município de Telêmaco Borba, que foi denominado Estádio Drº Horácio Klabin. A iniciativa da criação do clube também foi de Horácio Klabin. A principal avenida do município de Telêmaco Borba, na região central da área urbana, foi denominada Avenida Horácio Klabin. A praça construída na década de 1960, no centro da cidade, na gestão do prefeito Péricles Pacheco da Silva, foi batizada como Praça Drº Horácio Klabin.